# Марковићево
Марковићево је насеље у општини Пландиште, у Јужнобанатском округу, у Србији. Према попису из 2022. било је 126 становника.

## Историја
Марковићево током своје историје више пута је мењало своје име:
- 1842 –
- 1849 – Крива Бара
- 1861 –
- 1888 –
- 1919 – Крива Бара

Године 1800. добио је загребачки бискуп у замену за хрватско добро кривобарачко пољско добро, које је одмах подељено хрватским феудалцима, а највећи део барону Бедековићу. На том пољском добру је барон Бедаковић 1843. године населио 79 мађарских католичких породица из Сајана и Бикача и основао Ујфолу. Ова нова колонија је 1843. године имала 352 становника, 1846. 390, 1847 — 333, а богомољом је припадала великогајској парохији. Године 1848. уништена је колонија, а избегло становништво се вратило тек 1850. године. Од тада се Мађарима придружују и немачки колонисти.
Године 1921. пописано је 637 становника од којих је било: Мађара 427, Немаца 195, Срба 13, а Румуна 3.

## Демографија
У насељу Марковићево живи 177 пунолетних становника, а просечна старост становништва износи 46,2 година (41,5 код мушкараца и 51,1 код жена). У насељу има 91 домаћинство, а просечан број чланова по домаћинству је 2,37 (попис 2002).
Ово насеље је углавном насељено Србима (према попису из 2002. године), а у последња три пописа, примећен је пад у броју становника.
|  |

| Демографија | Демографија | Демографија |
| Година      | Становника  | Становника  |
| ----------- | ----------- | ----------- |
| 1948.       | 617         |             |
| 1953.       | 605         |             |
| 1961.       | 505         |             |
| 1971.       | 420         |             |
| 1981.       | 310         |             |
| 1991.       | 239         | 230         |
| 2002.       | 216         | 237         |
| 2011.       | 160         |             |

| Етнички састав према попису из 2002.‍ | Етнички састав према попису из 2002.‍ | Етнички састав према попису из 2002.‍ | Етнички састав према попису из 2002.‍ | Етнички састав према попису из 2002.‍ |
| ------------------------------------ | ------------------------------------ | ------------------------------------ | ------------------------------------ | ------------------------------------ |
|                                      |                                      |                                      |                                      |                                      |
| Срби                                 | Срби                                 |                                      | 152                                  | 70,37%                               |
| Мађари                               | Мађари                               |                                      | 46                                   | 21,29%                               |
| Хрвати                               | Хрвати                               |                                      | 8                                    | 3,70%                                |
| Словаци                              | Словаци                              |                                      | 3                                    | 1,38%                                |
| Македонци                            | Македонци                            |                                      | 1                                    | 0,46%                                |
| Бугари                               | Бугари                               |                                      | 1                                    | 0,46%                                |
| непознато                            | непознато                            |                                      | 0                                    | 0,0%                                 |

| Година пописа     | 1948. | 1953. | 1961. | 1971. | 1981. | 1991. | 2002. |
| ----------------- | ----- | ----- | ----- | ----- | ----- | ----- | ----- |
| Број домаћинстава | 142   | 134   | 129   | 129   | 106   | 87    | 91    |

| Број чланова      | 1  | 2  | 3 | 4  | 5 | 6 | 7 | 8 | 9 | 10 и више | Просек |
| ----------------- | -- | -- | - | -- | - | - | - | - | - | --------- | ------ |
| Број домаћинстава | 31 | 29 | 7 | 16 | 6 | 2 | 0 | 0 | 0 | 0         | 2,37   |

| Пол    | Укупно | Неожењен/Неудата | Ожењен/Удата | Удовац/Удовица | Разведен/Разведена | Непознато |
| ------ | ------ | ---------------- | ------------ | -------------- | ------------------ | --------- |
| Мушки  | 88     | 23               | 55           | 7              | 3                  | 0         |
| Женски | 96     | 14               | 52           | 28             | 2                  | 0         |
| УКУПНО | 184    | 37               | 107          | 35             | 5                  | 0         |

| Пол    | Укупно                    | Пољопривреда, лов и шумарство | Рибарство                            | Вађење руде и камена | Прерађивачка индустрија       |
| ------ | ------------------------- | ----------------------------- | ------------------------------------ | -------------------- | ----------------------------- |
| Мушки  | 47                        | 24                            | 0                                    | 0                    | 12                            |
| Женски | 32                        | 15                            | 0                                    | 0                    | 13                            |
| УКУПНО | 79                        | 39                            | 0                                    | 0                    | 25                            |
| Пол    | Производња и снабдевање   | Грађевинарство                | Трговина                             | Хотели и ресторани   | Саобраћај, складиштење и везе |
| Мушки  | 0                         | 0                             | 2                                    | 1                    | 4                             |
| Женски | 0                         | 0                             | 1                                    | 0                    | 0                             |
| УКУПНО | 0                         | 0                             | 3                                    | 1                    | 4                             |
| Пол    | Финансијско посредовање   | Некретнине                    | Државна управа и одбрана             | Образовање           | Здравствени и социјални рад   |
| Мушки  | 0                         | 0                             | 3                                    | 0                    | 1                             |
| Женски | 0                         | 0                             | 0                                    | 0                    | 3                             |
| УКУПНО | 0                         | 0                             | 3                                    | 0                    | 4                             |
| Пол    | Остале услужне активности | Приватна домаћинства          | Екстериторијалне организације и тела | Непознато            | Непознато                     |
| Мушки  | 0                         | 0                             | 0                                    | 0                    | 0                             |
| Женски | 0                         | 0                             | 0                                    | 0                    | 0                             |
| УКУПНО | 0                         | 0                             | 0                                    | 0                    | 0                             |